# Spawn (film)
Spawn is een Amerikaanse superheldenfilm uit 1997, gebaseerd op het gelijknamige stripfiguur met dezelfde naam. Geregisseerd en mede geschreven door Mark A.Z. Dippé, in de film speelt Michael Jai White de hoofdrol, en is een van de eerste films met een Afro-Amerikaanse acteur die een grote stripheld-superheld uitbeeldt. Spawn toont het oorsprongsverhaal van het titelpersonage, te beginnen met de moord op soldaat Al Simmons. Hij wordt opgewekt als Spawn, de terughoudende, demonische leider van het leger van de hel. Hij weigert uiteindelijk het leger te leiden in de oorlog tegen de hemel en keert zich af van het kwaad. In de film speelt ook John Leguizamo (als The Violator, Al's demonische gids) en Nicol Williamson (als Al's mentor, Cogliostro) in zijn laatste filmrol. Martin Sheen, Theresa Randle, D. B. Sweeney, Melinda Clarke en Frank Welker spelen ook een hoofdrol in de film.

## Synopsis
Vermoord door corrupte collega's belandt Al Simmons in de hel. Om zijn vrouw nog een laatste keer te kunnen zien, sluit Simmons een pact met de duivel Malebolgia. Die zorgt ervoor dat hij weer naar de wereld van de levenden kan en, wanneer hij maar wil, een andere gedaante kan aannemen. In ruil wordt hij als Spawn de leider van het Leger van de Hel. Zijn opdracht: de totale vernietiging van het menselijke bestaan op de aarde. Spawn komt tussen twee kampen terecht en het voortbestaan van de mensheid hangt af van zijn keuze.

## Rolverdeling
| Acteur            | Personage                      |
| ----------------- | ------------------------------ |
| Michael Jai White | Al Simmons / Spawn             |
| John Leguizamo    | Clown / Violator               |
| Martin Sheen      | Jason Wynn                     |
| Melinda Clarke    | Jessica Priest                 |
| Nicol Williamson  | Cogliostro / verteller         |
| Theresa Randle    | Wanda Blake Simmons-Fitzgerald |
| D.B. Sweeney      | Terry Fitzgerald               |
| Sydni Beaudoin    | Cyan Simmons-Fitzgerald        |
| Miko Hughes       | Zack                           |
| Frank Welker      | Malebolgia (stemrol)           |
| Michael Papajohn  | Glen, Zacks vader              |
| Robia LaMorte     | ZNN verslaggeefster            |